# Manfred Pohl (Ökonom)
Manfred Pohl (* 26. Mai 1944 in Bliesransbach bei Saarbrücken) ist ein deutscher Historiker und Volkswirt, der eine Honorarprofessur am Fachbereich Wirtschaftswissenschaften der Johann Wolfgang Goethe-Universität in Frankfurt am Main innehat.

## Leben
Nach einer Banklehre bei der Saarländischen Kreditbank Saarbrücken nahm er das Studium der Germanistik, Geschichte, Philosophie und Volkswirtschaft auf. 1972 promovierte er mit einer Arbeit über die saarländische Bankengeschichte.
Zwischen 1972 und 2001 leitete er das Historische Institut der Deutschen Bank in Frankfurt am Main. In diesem Zeitraum war er ebenfalls Initiator, Mitbegründer und Vorstandsmitglied verschiedener Gesellschaften, wie der 1976 eingerichteten Gesellschaft für Unternehmensgeschichte, der 1990 gegründeten The European Association for Banking and Financial History e. V., der 1991 entstandenen Historischen Gesellschaft der Deutschen Bank e. V. und der 1997 gegründeten Society for European Business History.
1998 gründete er den Verein Europoint, der die Einführung des Euros begleitete. Über 1000 von krebskranken Kindern, Künstlern und Prominenten bemalte Euro-Banknoten wurden von diesem Verein in den 12 Euroländern ausgestellt und anschließend zugunsten krebskranker Kinder versteigert. 2001 wurde auf Betreiben von Europoint das Symbol des Euros vor der Europäischen Zentralbank in Frankfurt aufgestellt.
Von 2002 bis 2005 führte Manfred Pohl die weltweiten Kulturaktivitäten und Stiftungen der Deutschen Bank in dem eigens dafür angelegten Institute for Corporate Culture Affairs (ICCA) zusammen.
Seit 2002 ist er ferner Vorstandsvorsitzender des von ihm im Jahr 2002 gegründeten Vereins Frankfurter Kultur Komitee e. V. (FraKK), der im Jahr 2008 die wertekonservative Initiative Frankfurter Zukunftsrat gründete, der unter anderem die Politiker Oswald Metzger und Wolfgang Clement angehören. 2003 wurde der Verein International Institute for Corporate Cultural Affairs e. V. (ICCA) gegründet, dem Pohl ebenfalls vorsteht.
Ab 1981 lehrte Pohl an der Universität Frankfurt am Main Unternehmensgeschichte und Unternehmenskultur. 1992 verlieh ihm die Universität im Fachbereich Wirtschaftswissenschaften die Honorarprofessur für die Abteilung Finanzen.
Seit 2003 engagiert sich Manfred Pohl für die „Reform der Reformfähigkeit“ Deutschlands als geschäftsführendes Vorstandsmitglied des Konvents für Deutschland. Diesen hat er im Oktober 2003 zusammen mit Roland Berger und Hans-Olaf Henkel in Berlin gegründet.

## Auszeichnungen
- 1970: Prix des Editeurs des Syndicat National des Editeurs
- 2001: Europäischen Kulturpreis der Europäischen Kulturstiftung Pro Europa im Europäischen Parlament in Straßburg
- 2011: Verdienstkreuz 1. Klasse der Bundesrepublik Deutschland[1] für sein gemeinnütziges Wirken für die Gesellschaft und seinen engagierten Einsatz für das Zusammenwachsen der europäischen Bank- und Finanzwelt

## Publikationen (Auswahl)
- als Herausgeber: Hermann J. Abs. Eine Bildbiographie. von Hase & Koehler, Mainz 1981, ISBN 3-7758-1019-6.
- Konzentration im Deutschen Bankwesen (1848–1980) (= Schriftenreihe des Instituts für Bankhistorische Forschung e. V. Bd. 4). Knapp, Frankfurt am Main 1982, ISBN 3-7819-0269-2.
- Emil Rathenau und die AEG. von Hase & Koehler, Mainz, 1988, ISBN 3-7758-1190-7.
- Geschäft und Politik. Deutsch-russisch/sowjetische Wirtschaftsbeziehungen. 1850 bis 1988. von Hase & Koehler, Mainz, 1988, ISBN 3-7758-1176-1.
- mit Jürgen Lodemann: Die Bagdadbahn. Geschichte und Gegenwart einer berühmten Eisenbahnlinie. von Hase und Koehler, Mainz 1988, ISBN 3-7758-1189-3.
- Baden-Württembergische Bankgeschichte. Stuttgart 1992, ISBN 3-17-012206-1.
- Bayernwerk. 1921 bis 1996. Piper, München u. a. 1996, ISBN 3-492-03849-2.
- Handbook on the history of European banks. Hg. European Association for Banking History e. V., Redakteure Manfred Pohl, Sabine Freitag, Verlag Elgar, Aldershot, Hants;  Brookfield, Vt. 1994, ISBN 978-1-85278-919-0.
- Ikarus im Ozonloch. Kramer, Frankfurt am Main 1996, ISBN 3-7829-1145-8.
- mit Angelika Raab-Rebentisch: Calendarium Deutsche Bank. 1870–1997. von Hase und Koehler, Frankfurt am Main 1997, ISBN 3-7758-1300-4.
- mit Kathleen Burk: Die Deutsche Bank in London. 1873–1998 (= Piper 2665). Piper, München u. a. 1998, ISBN 3-492-22665-5.
- Die Lombardkasse-Aktiengesellschaft. 1923–1998. Piper, München u. a. 1998, ISBN 3-492-04082-9.
- Die Strabag. 1923 bis 1998. Piper, München u. a. 1998, ISBN 3-492-04083-7.
- mit Andrea H. Schneider: VIAG Aktiengesellschaft. 1923–1998. Vom Staatsunternehmen zum internationalen Konzern. Piper, München u. a. 1998, ISBN 3-492-04036-5.
- mit Andrea H. Schneider: Die Rentenbank. Von der Rentenmark zur Förderung der Landwirtschaft. 1923 – 1949 – 1999. Piper, München u. a. 1999, ISBN 3-492-04143-4.
- als Herausgeber mit Lothar Gall: Die Eisenbahn in Deutschland. Von den Anfängen bis zur Gegenwart. Beck, München 1999, ISBN 3-406-45817-3.
- Philipp Holzmann. Geschichte eines Bauunternehmens. 1849–1999. Beck, München 1999, ISBN 3-406-45339-2.
- mit Angelika Raab-Rebentisch: Von Stambul nach Bagdad. Die Geschichte einer berühmten Eisenbahn. Piper, München u. a. 1999, ISBN 3-492-04113-2.
- mit Birgit Siekmann: Hochtief und seine Geschichte. Von den Brüdern Helfmann bis ins 21. Jahrhundert. Piper, München u. a. 2000, ISBN 3-492-04270-8.
- Die Geschichte der Südzucker AG. 1926–2001. Piper, München u. a. 2001, ISBN 3-492-04330-5.
- mit Carl-Ludwig Holtfrerich und Harold James: Requiem auf eine Währung. Die Mark 1873–2001. Deutsche Verlags-Anstalt, Stuttgart u. a. 2001, ISBN 3-421-05568-8.
- als Herausgeber mit Jean-Christophe Ammann und Werner G. Seifert: Mr. Finanzplatz. Business is Movement. Piper, München u. a. 2002, ISBN 3-492-04434-4.
- Merger of Equals. Einer ist immer gleicher. Piper, München u. a. 2004, ISBN 3-492-04623-1.
- Sicherheit auf Schiene und Straße. Die Geschichte der Knorr-Bremse AG. Piper, München u. a. 2005, ISBN 3-492-04747-5.
- Das Ende des „Weißen Mannes“. Eine Handlungsaufforderung. Westkreuz, Berlin u. a. 2007, ISBN 978-3-929592-95-5.
- M. DuMont Schauberg. Der Kampf um die Unabhängigkeit des Zeitungsverlags unter der NS-Diktatur. Campus Verlag, Frankfurt am Main u. a. 2009, ISBN 978-3-593-38919-6.
- Josef Ackermann – Leistung aus Leidenschaft. Eine Würdigung.[2] FAZ-Institut für Management u. a., Frankfurt am Main u. a. 2012, ISBN 978-3-89981-283-1 (Leseprobe (PDF; 96,91 kB) (Memento vom 9. April 2014 im Internet Archive)).